# Державна премія УРСР імені Тараса Шевченка — лауреати 1971 року
Державні премії УРСР імені Тараса Шевченка в галузі літератури, мистецтв і архітектури 1971 року були присуджені спільною Постановою Центрального Комітету Компартії України і Ради Міністрів Української РСР № 127 від 6 березня 1971 р. за поданням Комітету по Державних преміях Української РСР імені Т. Г. Шевченка.

## Список лауреатів
| Галузь                      | Лауреат | Обґрунтування |
| --------------------------- | --- | --- |
| Література                  | Козаченко Василь Павлович | за цикл повістей «Ціна життя», «Гарячі руки», «Блискавка», «Листи з патрона», «Яринка Калиновська», «Біла пляма».             |
| Оперно-театральне мистецтво | Корнійчук Олександр Євдокимович — драматург Алексідзе Дмитро Олександрович — режисер-постановник Виконавці головних ролей: Ткаченко Юлія Семенівна Пономаренко Євген Порфирович Куманченко Поліна Володимирівна Задніпровський Михайло Олександрович Дальський Володимир Михайлович | за виставу «Пам'ять серця» в Київському державному ордена Леніна академічному українському драматичному театрі ім. І. Франка. |
| Кінематографія              | Левада Олександр Степанович — автор сценарію Левчук Тимофій Васильович — режисер — постановник Гай Олександр Дмитрович — виконавець ролі М. Коцюбинського | за кінофільм «Родина Коцюбинських».                                                                                           |
| Архітектура                 | Маринченко Євгенія Олександрівна Жилицький Петро Натанович | за створення проекту Палацу культури «Україна» у місті Києві.                                                                 |